# Coptops leucostictica
Coptops leucostictica  (лат.) — вид жуков-усачей из подсемейства ламиин. Распространён в Индии, Мьянме, Китае, Малайзии, Камбодже, Таиланде и Вьетнаме. Кормовым растением личинок является альбиция ленкоранская.